# 利比亞王國
利比亞王國（阿拉伯语：المملكة الليبية）是一个已不存在的君主制国家。1951年12月24日，利比亚宣告独立，成立利比亚联合王国，采用联邦制。1963年，国王伊德里斯一世取消联邦制，改国号为“利比亚王国”。1969年9月1日，穆阿迈尔·卡扎菲发动利比亚绿色革命推翻利比亚君主制政体，并改国号为“阿拉伯利比亚共和国”。

## 歷史
此地在自1911年起為義大利王國的殖民地，直到二戰時的1943年被從埃及反擊的盟軍所佔領，1947年新生的意大利共和國在巴黎和平條約上放棄了包括意屬利比亞在內的所有殖民地及戰時佔領區。戰後，英法兩國接受聯合國的委託，分別佔領的黎波里塔尼亞、昔蘭尼加以及费赞三個地區（英國負責的黎波里塔尼亞與昔蘭尼加，而法國則負責费赞）。1949年11月21日聯合國大會通過決議，利比亞最遲於1952年1月1日獨立。
於是的黎波里塔尼亞與昔蘭尼加兩區的領袖伊德里斯一世以利比亞代表的身份，與聯合國進行協商達成共識，在1951年12月24日正式宣布獨立；並由這三个地区共同組成利比亚聯合王國，推舉伊德里斯為國王。根據憲法採用聯邦制，三個省份享有自治權，有兩個首都（即的黎波里與班加西）。1953年3月28日，利比亞加入阿拉伯國家聯盟。
獨立後的利比亞面臨到許多挑戰。全國沒有任何一所大學且只有16名大學畢業生，也僅有3位律師。而醫生、工程師、檢察官和藥劑師則完全掛零。此外大約只有25萬名利比亞人識字、10%的人口失明或患有沙眼這一類的疾病。有鑑於此，英國便提供了一群公務員幫助該國政府。
1955年4月國內首度發現石油，進而於1959年開發出油田。此後，利比亞的石油產量與因此所帶來的收入快速增加，在該收入分配上，伊德里斯偏向昔蘭尼加省的部落而忽視另兩個省份的利益。1963年起開始外銷，使該國的經濟逐漸獲得改善，轉型為工商業。不過，直到1967年，利比亞多數人仍在為生存奮鬥，因為巨大的石油財富都流入昔蘭尼加省有影響的部落領袖等人手中。
1963年修改憲法，取消聯邦制，改為君主立憲的單一制國家，廢除聯邦政府的省級行政部門，將全力統一集中在中央政府中，此後決策權掌控在統治家族和一小部分宮廷隨從，公務員的選任依賴出身背景，這導致的黎波里和费赞的不滿，改國號為「利比亞王國」。
1969年8月4日，伊德里斯健康轉差，便下詔退位，自9月2日起生效，而王儲哈桑暫時攝政。9月1日，由格達費所率領的一支陸軍部隊趁伊德里斯前往土耳其接受治療時發動政變，逮捕國安高層及將領數人，成立臨時政府，君主制被推翻，國號改為阿拉伯利比亞共和國。伊德里斯聽聞哈桑宣布支持新政權的消息之後，便流亡埃及。

## 政府
其政府體制為君主立憲，國會擁有立法權。而國王則有簽署批准法案的權利。

### 國王
國王為法定之國家元首及三軍統帥。所有經由國會通過的法案均需經由國王的批准及頒佈後始能生效。此外，他還要主持國會的開閉幕典禮，必要時也能解散國會。

### 國會
國會擁有制定、修改法律之權。由全體公民選舉產生，1963年起修改憲法，賦予婦女投票權。

## 行政區劃

### 三個自治省(1951年-1963年)

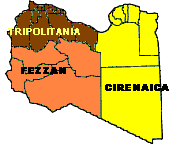
1963年以前的3個自治省

全國主要是由的黎波里塔尼亞、昔蘭尼加以及费赞三個地區所組成。採用聯邦制，透過省政府及議會實行自治權。
| 省份           | 首府     | 面積(平方公里) | 地圖上的顏色 |
| -------------- | -------- | -------------- | ------------ |
| 昔蘭尼加       | 班加西   | 775,000        | 黃           |
| 费赞           | 拾哈     | 725,000        | 橘           |
| 的黎波里塔尼亞 | 的黎波里 | 250,000        | 棕           |

### 1963年的重劃
1963年取消聯邦制以後，將全國改為十個穆哈法薩（阿拉伯文： محافظة ）。由中央指派的長官治理。

## 政治文化
在王室內部，伊德里斯國王統治的方式被稱為「政權的宮廷制度」，其所依賴的基礎既有宗教力量又有世俗力量。世俗力量主要指部落的支持，政治威權的運行主要由地方貴族與部落領袖主導；宗教力量指國王作為薩努西教團的首領，國王對宗教的合法性有所訴求。國王在為後實施黨禁、不許報紙發表不同意見並修憲加以中央集權，這些做法加強支持他的部落之權力，打壓潛在的敵對部落。另外，王世藉政治聯姻鞏固其政、經地位，委任官員也依據部落歸屬而定，這種官僚體制將龐大的民眾定位為無能為力的旁觀者，導致民眾對統治者的不滿增強。

## 外部連結
- Kingdom of Libya's constitution（页面存档备份，存于）
- worldstatesmen.org（页面存档备份，存于）
- Birth of a nation（页面存档备份，存于）
- Statoids（页面存档备份，存于）
- 1969: Bloodless coup in Libya (BBC)（页面存档备份，存于）
- Libya: Oil and Gas
- Royal Ark（页面存档备份，存于）
- Independent Libya（页面存档备份，存于）